# الن مولر
الن مولر (انگلیسی: Alan Moller؛ ۱ فوریهٔ ۱۹۵۰ – ۱۹ ژوئن ۲۰۱۴) یک دانشمند اهل ایالات متحده آمریکا بود.